# Xunzi
Xunzi (w Polsce obowiązuje również spolszczone określenie Sün-tsy; ok. 298-ok. 238 p.n.e.) – filozof chiński, jeden z wybitnych przedstawicieli konfucjanizmu.
Jego prawdziwym imieniem było Xun Kuang (荀況) lub Xun Qing (荀卿). Pochodził z państwa Zhao. W wieku 50 lat przeniósł się do Qi, skąd na skutek intryg musiał wyemigrować do Chu, gdzie prawdopodobnie zmarł. Pozostawił po sobie napisane w formie traktatów filozoficznych, składające się z 32 rozdziałów dzieło nazwane jego imieniem.
Nauczał, że każda z trzech potęg wszechświata: Niebo, Ziemia i Człowiek, ma swoje własne, konkretne powołanie. Powołaniem człowieka jest wykorzystywanie tego, co daje mu Ziemia i Niebo i tworzenie kultury. Pod pojęciem Nieba rozumiał nieosobowy, bezimienny i bezstronny ład przyrody.
Xunzi głosił, że człowiek jest zły z natury i rodzi się z wrodzonym pragnieniem korzyści i przyjemności zmysłowych. Tylko wychowanie i kultura mogą uczynić go wartościowym. Wyróżniał 2 nurty pochodzenia moralności:
- współpraca społeczna, przejawiająca się w organizacji społecznej, dzięki której ludzie mogą współpracować i wspierać się wzajemnie w zaspokajaniu własnych pragnień.
- człowiek potrzebuje moralności nie dlatego, że nie może się bez niej obejść, ale dlatego, iż powinien ją mieć.

Aby organizacja społeczna zaistniała, trzeba wypracować reguły postępowania (li) – obrzędy, ceremonie, konwencje społeczne. Zapewniają one kontrolę, pielęgnację i upiększenie ludzkiej natury.
Zaprzeczał istnieniu duchów, zjawisk nadprzyrodzonych i przepowiedni, kładł jednak duży nacisk na ceremonie pogrzebowe i ofiarne (zwłaszcza składane przodkom), które uważał za ważne elementy kultury. Muzykę traktował jako narzędzie wychowania.
Rozwinął teorie logiczne wykorzystując je do krytyki późniejszych moistów i szkoły nazw.